# Leichtathletik-Weltmeisterschaften 1995/Teilnehmer (Suriname)
| Goldmedaillen | Silbermedaillen | Bronzemedaillen |
| ------------- | --------------- | --------------- |
| –             | 1               | –               |

Suriname stellte mindestens eine Teilnehmerin bei den Leichtathletik-Weltmeisterschaften 1995 in der schwedischen Stadt Göteborg.

## Medaillen
Mit einer gewonnenen Silbermedaille belegte das surinamische Team Platz 29 im Medaillenspiegel.

## Ergebnisse

### Frauen

#### Laufdisziplinen
| Athletin        | Disziplin | Vorlauf     | Vorlauf | Viertelfinale | Viertelfinale | Halbfinale  | Halbfinale | Finale         | Finale |
| Athletin        | Disziplin | Zeit        | Platz   | Zeit          | Platz         | Zeit        | Platz      | Zeit           | Platz  |
| --------------- | --------- | ----------- | ------- | ------------- | ------------- | ----------- | ---------- | -------------- | ------ |
| Letitia Vriesde | 800 m     | 1:59,73 min | 3       |               |               | 2:02,75 min | 10         | 1:56,68 min SR | Silber |